# Sidney Sam
Sidney Sam (Kiel, Alemania, 31 de enero de 1988) es un exfutbolista alemán que jugaba como centrocampista y fue internacional con la selección de Alemania de 2013 a 2014. Desde la temporada 2024-25 es asistente técnico del F. C. Schalke 04.

## Carrera

### Como jugador

#### Inicios
Al comienzo de la temporada 2004-2005, pasó a la cantera del Hamburger SV, y en 2006, fue ascendido al segundo equipo. En la temporada 2007-08, pasó a formar parte del equipo profesional del Hamburgo. El 20 de diciembre de 2007, debutó en la Bundesliga en un encuentro contra el VfB Stuttgart, luego de reemplazar a David Jarolim. Durante la temporada 2008-09, estuvo a préstamo en el 1. FC Kaiserslautern, donde tras un año de estancia extendió su préstamo.

#### Bayer Leverkusen, Schalke 04 y VfL Bochum
El 19 de mayo de 2010 firmó un contrato por cinco años con el Bayer Leverkusen.
El 30 de junio firmó contrato para ser nuevo jugador del Schalke 04.
El 11 de mayo de 2015 el club le rescindió su contrato por un acto de indisciplina después del partido contra el Colonia.
El 31 de agosto de 2017 firmó contrato por dos años con el VfL Bochum.

#### Experiencias fuera de Alemania y retirada
Libre tras finalizar contrato con el VfL Bochum, en octubre de 2019 firmó hasta final de temporada con el S. C. Rheindorf Altach austriaco. De cara a la temporada 2020-21 se marchó a Turquía para jugar en el Antalyaspor. Esa sería la última campaña de su carrera, ya que en septiembre de 2021 anunció su retirada.

### Como entrenador
En diciembre de 2022 se unió al cuerpo técnico del MSV Duisburgo, donde estuvo hasta la marcha del entrenador Boris Schommers en abril de 2024. De cara a la siguiente temporada regresó al F. C. Schalke 04 para ejercer un rol similar.

## Clubes
| Club                             | País     | Año       |
| -------------------------------- | -------- | --------- |
| Hamburgo S. V.                   | Alemania | 2007-2010 |
| 1. F. C. Kaiserslautern (cedido) | Alemania | 2008-2010 |
| Bayer 04 Leverkusen              | Alemania | 2010-2014 |
| F. C. Schalke 04                 | Alemania | 2014-2017 |
| S. V. Darmstadt 98 (cedido)      | Alemania | 2017      |
| VfL Bochum                       | Alemania | 2017-2019 |
| S. C. Rheindorf Altach           | Austria  | 2019-2020 |
| Antalyaspor                      | Turquía  | 2020-2021 |